# Kreuzdachbildstock (Wollbach, Rhönstraße)

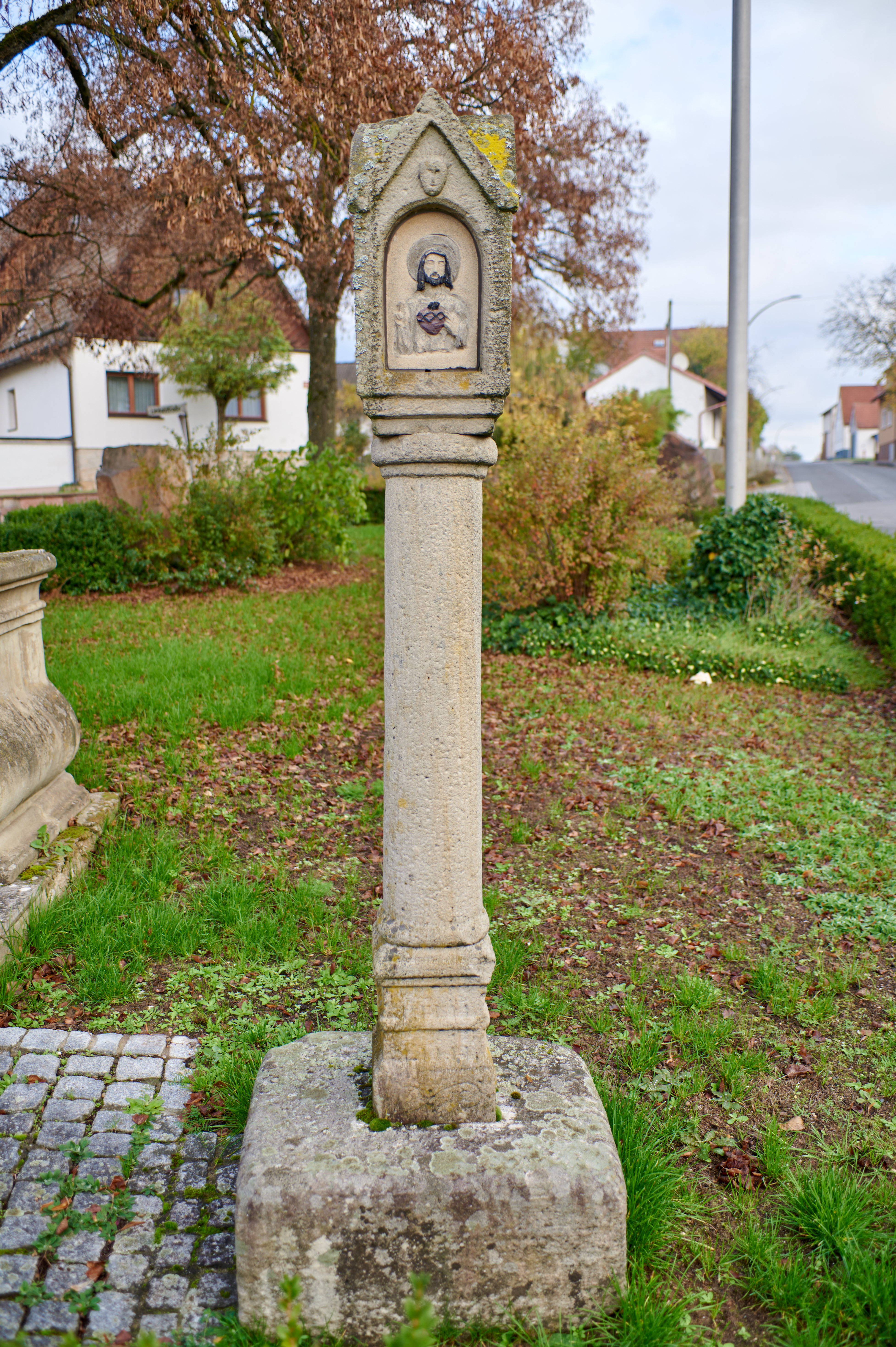
Bildstock in Wollbach, Rhönstraße.

Der Bildstock Rhönstraße befindet sich in Wollbach, einem Gemeindeteil des Marktes Burkardroth im unterfränkischen Landkreis Bad Kissingen in der Rhönstraße bei der Linde neben dem Wegkreuz von 1783.
Der Bildstock gehört zu den Baudenkmälern von Burkardroth und ist unter der Nummer D-6-72-117-124 in der Bayerischen Denkmalliste registriert.

## Beschreibung
Der 193 cm hohe Bildstock besteht aus hellgrauem Sandstein und entstand im Jahr 1652 und wurde im Jahr 1967 von Bildhauer R. Rost restauriert.
Auf einem Vierkantfundament befindet sich ein prismatischer Sockel mit konischem Schaft und darauf ein Kreuzdachhaus. Das 15 cm hohe Vierkantfundament hat die Abmessungen 63,5 cm × 63 cm, der 36 cm hohe Sockel die Abmessungen 24 cm × 24 cm, die Säule ist 98 cm hoch. Basiswulst: 5 cm, Kapitellring 2 cm, Kapitellwulst: 5 cm.
Das Kreuzdachhaus ist 58 cm hoch. Die Konsole ist unten verkürzt und sitzt sekundär auf dem Schaft. Der Hausquerschnitt beträgt 27 cm × 26 cm.
Die Sockelzier besteht auf allen Seiten aus senkrechten unter und über dem plastischen Mittelgurtband und unten einer Schleife.
Die Zier des Kreuzdachhauses besteht aus:
a) einer Blechmalerei in der Bildnische von dem Herz Jesu (erneuert). Darüber befindet sich im Giebeldreieck eine Maske mit Strahlen.

b) Rechts befindet sich im Giebeldreieck eine hängende Dreierpalmette, darunter eine IHS-Inschrift und eine Dreier-Deltoid-Palmette.

c) Auf der Rückseite befindet sich im Giebeldreieck eine hängende Fünfer-Palmette, darunter ein Kreuz auf einem Hügel.

d) Rechts ist folgende Inschrift zu sehen:

„1652

DIESES WER

K HAT MA

CHEN LASSEN

DER ERSAM

HANS HOLZÖMER

VON WALBACH.“

Der Bildstock stammt wohl aus der Werkstatt Hans Zehe aus Stangenroth.